# Britská asociace včelařů
Britská asociace včelařů (British Beekeepers Association, zkratka BBKA) je charitativní organizace registrovaná v Anglii a Walesu, která byla založena v roce 1874. Skládá se ze 75 sdružení v Anglii a Walesu, Severním Irsku a na ostrově Man a Jersey. Na konci roku 2018 měla 26 555 členů. Mezi její patrony patří Worshipful Company of Wax Chandlers a Jimmy Doherty.
Britská asociace včelařů (BBKA) je nezávislá charitativní organizace s členstvím tvořeným 75 asociacemi a 170 pobočkami. Působí jako zastřešující organizace a koordinuje službu odchytu rojů pro veřejnost, organizuje školení pro včelaře, včetně programu, který má povzbudit nové včelaře, propaguje používaní místních včelích matek, spravuje granty pro vědecké pracovníky zabývajícími se zdravím a prosperitou včel.